# Korsträsk, Arjeplogs kommun
Korsträsk är en by i Arjeplogs kommun i Norrbottens län, belägen vid sjön Korsträsk tre mil väster om centralorten Arjeplog. Platsen har varit kontinuerligt bebodd sedan 1848.

## Namnet
Namnet kommer av att två sandåsar bildar ett kors i sjön Korsträsk, byn ligger på ömse sidor om denna sjö. Den samiska benämningen är Kroassenjárgga (sydsamisk stavning), av kroasse som betyder kors och njargga som betyder udde, näs eller halvö. I insyningshandlingarna till det första nybygget i byn, från 1849, stavas platsens namn Krousja Njarg.